# 150

150(백오십)은 149보다 크고 151보다 작은 자연수다.

## 수학
- 합성수로, 그 약수는 총 12개다. (1, 2, 3, 5, 6, 10, 15, 25, 30, 50, 75, 150)
  - 150의 진약수의 합은 222이므로, 150은 과잉수다.
- {\displaystyle 150=7+11+13+17+19+23+29+31}
  - 연속하는 소수(素數) 8개의 합으로 나타낼 수 있으며, 이 성질을 지닌 앞의 수는 124, 다음 수는 180이다.
- {\displaystyle 150=10\times 15}
  - 연속하는 두 개의 {\displaystyle 5n}({\displaystyle n}은 자연수)의 곱으로 나타낼 수 있으며, 이 성질을 지닌 앞의 수는 50, 다음 수는 300이다.
  - 연속하는 두 삼각수의 곱으로 나타낼 수 있으며, 이 성질을 지닌 앞의 수는 60, 다음 수는 315다.
- {\displaystyle 7^{4}-1}은 150으로 나누어떨어진다.

## 과학
- NGC 150: 조각가자리 방향에 있는 렌즈형은하.

## 교통
- 일본 150번 국도(일본어판): 시즈오카현 시즈오카시 시미즈구에서 하마마쓰시 주오구까지 이어지는 일본의 국도.
- 현도 제150호선

## 군사
- U-150(영어판): 제2차 세계 대전에 사용된 나치 독일의 군용 잠수함. 제1차 세계 대전에 사용될 예정이던 동명의 모델도 있었으나, 완성되지 못했다.

## 문화유산
- 대한민국의 국보 제150호: 송조표전총류 권7
- 대한민국의 보물 제150호: 공주 반죽동 당간지주
- 대한민국의 사적 제150호: 익산 미륵사지

## 방송
- 지니 TV의 UXN 채널 번호.
- B tv의 토마토증권통 채널 번호.
- U+ TV의 아이넷TV 채널 번호.
- LG헬로비전의 동아TV 채널 번호.
- B tv 케이블의 엑스원 채널 번호.

## 기타
- 연도: 150년, 기원전 150년
- 150년대
- 한국십진분류법에서 동양 철학, 동양 사상에 관한 책들이 분류되는 번호.
- 150세 이상까지 산 사람은 적다.
- 로드런너의 레벨은 150까지 있다.
- 던바의 수의 통용값.